# Antoninek (Mazovie)
Pour les articles homonymes, voir Antoninek.
Antoninek (prononciation : [antɔˈninɛk]) est un village polonais de la gmina de Kołbiel dans le powiat d'Otwock de la voïvodie de Mazovie dans le centre-est de la Pologne.
Le village compte approximativement une population de 94 habitants en 2010.

## Histoire
De 1975 à 1998, le village appartenait administrativement à la voïvodie de Siedlce.